# Oonurme
Oonurme is een plaats in de Estlandse gemeente Alutaguse, provincie Ida-Virumaa. De plaats heeft de status van dorp (Estisch: küla) en telt 48 inwoners (2021).
Tot in oktober 2017 hoorde Oonurme bij de gemeente Tudulinna. In die maand werd Tudulinna bij de fusiegemeente Alutaguse gevoegd.
De plaats ligt aan de rivier Tagajõgi.